# Шурла, Ризо
Ризо Шурла (сербохорв. Ризо Шурла / Rizo Šurla; 12 января 1922, Улцинь — 11 февраля 2003, там же) — югославский фотограф, партизан и актёр черногорско-африканского происхождения; один из самых известных жителей Югославии африканского происхождения.

## Биография

### Происхождение
Ризо Шурла родился 12 января 1922 года в Улцине. Отец Саид — моряк из Северной Африки, Ливии. Мать — Фатима, уроженка Черногории (в Черногории родилась и бабка Ризо по материнской линии). Доподлинно о происхождении Шурлы неизвестно ничего: вероятно, его предки прибыли в Черногорию в конце XVII века из дельты Нигера или устья Конго как рабы, купленные на рынке. Достаточно много рабов проживало в Которе, Дубровнике и Сплите в конце XIX века в Улцине проживало около 300 африканцев.

### Молодость
Отец Ризо стал крестьянином, но сын предпочёл другое ремесло. С юных лет он проживал в Белграде, изучая фотографию и занимаясь ею профессионально. Участвовал в Народно-освободительной войне Югославии, был ранен в боях на Сремском фронте. В январе 1945 года с ним лично познакомился один из офицеров 2-го ударного армейского корпуса, Митар Бакич, который был сам удивлён присутствию чернокожего выходца в партизанских частях. В шутку он назвал его «самым чернявым из черногорцев».

### Послевоенные годы
Ризо стал известным фотографом Улцина после войны, а с 1959 года вступил в Коммунистическую партию Югославии. Им было открыто первое и долгое время единственное фотоателье в Улцине, а также воспитаны многие ученики-фотографы, трудившиеся в Улцине и Баре. За свою жизнь он не встречался с проявлениями расизма, поскольку был воспитан именно в черногорских традициях, а также гордился тем, что проживал именно в такой стране, как Югославия. Один раз Ризо снялся в кинокартине «Ягош и Углеша» 1976 года.

### Семья
Был женат на женщине по имени Нада. В браке родились дети Марио, занимавшийся баскетболом, и дочь Анита, врач в Белграде. Ризо до конца дней активно занимался спортом и рыбалкой: последнее он считал своим главным увлечением.

### Смерть
Ризо Шурла скончался 11 февраля 2003 года в родном Улцине. Он был последним представителем чернокожего населения города Улцинь, куда их привезли из Африки как рабов.